# Landesnetzwerk Migrantenorganisationen Sachsen-Anhalt
Das Landesnetzwerk Migrantenorganisationen Sachsen-Anhalt e.V. (kurz LAMSA e.V.) ist ein im Jahr 2014 gegründeter Verein mit Sitz in Halle (Saale), Magdeburg und Dessau-Roßlau. Es vertritt als Dachverband die Interessen von Organisationen, die von Menschen mit Migrationsgeschichte getragen werden, und setzt sich für deren gesellschaftliche Teilhabe ein. Insgesamt 110 Verbände und Organisationen aus Sachsen-Anhalt sind Mitglied im LAMSA e.V.

## Geschichte
Im Jahr 2008 schlossen sich Organisationen von Menschen mit Migrationsgeschichte in Sachsen-Anhalt zusammen, um sich zu vernetzen, zu stärken und zu professionalisieren. Sechs Jahre später gründete sich aus dem Zusammenschluss in Dessau-Roßlau der Verein LAMSA e.V., der sich seitdem als Vertreter der politischen, wirtschaftlichen, sozialen und kulturellen Interessen von Menschen mit Migrationsgeschichte in Sachsen-Anhalt versteht.
In den ersten Jahren nach der Gründung wurde die Arbeit des LAMSA e. V. überwiegend von ehrenamtlichen Kräften getragen. Einen deutlichen Einschnitt stellte der starke Anstieg von Geflüchteten in den Jahren 2015 und 2016 dar. Infolge dieser Entwicklungen erweiterte der Verein seine personellen Kapazitäten erheblich, um den gestiegenen Anforderungen begegnen zu können. Im Jahr 2016 zählte LAMSA e. V. 35 hauptamtliche Mitarbeitende. Bis Dezember 2024 ist die Zahl auf 78 angestiegen.
Der kontinuierliche Aufbau des Landesnetzwerks wird mit Mitteln des Europäischen Integrationsfonds und des Landes Sachsen-Anhalt unterstützt. Seit September 2023 wird LAMSA e. V. institutionell durch das Ministerium für Arbeit, Soziales, Gesundheit und Gleichstellung des Landes Sachsen-Anhalt gefördert.
Seit dem Anschlag auf den Magdeburger Weihnachtsmarkt im Jahr 2024 steht LAMSA e. V. verstärkt im öffentlichen Fokus. Als Reaktion auf die zunehmende Gewalt gegen migrantische Personen in Sachsen-Anhalt initiierte der Verein kurzfristig eine Hotline für Betroffene rassistischer Übergriffe. Darüber hinaus bietet LAMSA e. V. Unterstützung und Beratung für die Opfer, etwa durch die Begleitung der Meldung der Fälle bei Behörden. Landesweite Aufmerksamkeit erlangte zudem die Ausgabe von Taschenalarmen an die Betroffenen als Schutz vor Gewalt.

## Projekte
LAMSA e. V. führt jährlich zwischen 25 und 30 Projekte durch. Die zeitlich befristeten Projekte werden mit öffentlichen Mitteln gefördert (Land, Bund, EU) und öffentlich dokumentiert (auf der Website oder in Jahresberichten). Die Schwerpunkte sind unter anderem Beratung für Geflüchtete oder Zugewanderte, Antidiskriminierungsarbeit und Sprachmittlung in Sachsen-Anhalt.

## Struktur
Das Landesnetzwerk gliedert sich in Mitgliederversammlung und Vorstand. Der Vorstand setzt sich aus bis zu sieben Personen zusammen, die alle drei Jahre von der Mitgliederversammlung neu gewählt werden. Er vertritt das Landesnetzwerk nach außen im Auftrag der Mitgliederversammlung.
Die Geschäftsführung haben Mamad Mohamad (Geschäftsführer) und Mika Kaiyama (stellv. Geschäftsführerin) inne (Stand 2025).

## Mitgliedschaften und Zusammenarbeiten
Das Landesnetzwerk arbeitet eng mit verschiedenen Migrantenorganisationen, staatlichen Stellen, Bildungseinrichtungen und anderen zivilgesellschaftlichen Akteur*innen zusammen.
LAMSA e.V. ist Mitglied in dem/der:
- Paritätischen Sachsen-Anhalt e.V.[15]
- Dachverband der Migrant*innenorganisationen in Ostdeutschland (DaMOst)
- Bundeselternnetzwerk der Migrantenorganisationen für Bildung und Teilhabe (BBT)[16]
- Antidiskriminierungsverband Deutschland (advd)[17]
- Bundeskonferenz der Migrantenorganisationen (BkMO)[18]